# Jordanville
Jordanville è una borgata (hamlet) all'interno della città di Warren, nella contea di Herkimer, New York. Jordanville si trova nella parte nord-ovest di Warren, all'incrocio tra la New York State Route 167 e la County Route 155. La comunità fu colonizzata dagli euroamericani dopo la Rivoluzione e prima del 1791. Il suo nome derivava dal vicino Ocquionis Creek, che era usato dai coloni per i battesimi e paragonato da loro al fiume Giordano (Jordan River in inglese).

## Storia
Un tempo la borgata era servita dalla Southern New York Railroad, una linea ferroviaria elettrica che collegava Oneonta a Mohawk.